# میکولا کولیش
میکولا کولیش (اوکراینی: Микола Гурович Куліш؛ ۱۹ دسامبر ۱۸۹۲ – ۳ نوامبر ۱۹۳۷) روزنامه‌نگار، نمایشنامه‌نویس، نویسنده، و آموزگار اهل امپراتوری روسیه بود.